# Catamecia bryophiloides
Catamecia bryophiloides là một loài bướm đêm trong họ Noctuidae.